# Агарес
Агарес (англ. Agares, иногда англ. Agreas) — второй демон в иерархиях Вейера и «Гоетии». Герцог Агарес, согласно гримуару, управляет 31 легионом демонов и владеет восточной частью Ада. Возможны транскрипции: Агреас, Агварес, Агарос, Агерес

## Внешний вид
Агарес появляется в образе учтивого старца, верхом на крокодиле, с ястребом-тетеревятником на запястье, которого он то отпускает, то призывает обратно. Весьма кроток при появлении.

## Особенности
Он заставляет бежать стоящих на месте и возвращает назад беглецов. Эта способность приносит удачу армии, которой он покровительствует.
Он обучает всем языкам, включая языки прошлого. Он обладает властью лишать как духовных, так и светских способностей и званий. К тому же он может вызывать землетрясения.
Согласно трактату «Божественные имена» Псевдо-Дионисия (IV век нашей эры), где приведена классификация демонов по чинам, Агарес принадлежит к третьему лику, а именно к Чину Силы.
Согласно «Grand Grimoire» (XVII век), Агарес является одним из трёх (вместе с Баалом и Марбасом) могущественных духов, подчинённых непосредственно Люцифугу Рофокалю (англ. Lucifuge Rofocale), первому помощнику Сатаны.

## В культуре
- Образ демона Агареса использован в одной из модификаций игры «Civilization IV: Beyond the Sword»: — Fall from Heaven II, где падший Ангел Агарес, один из правителей Ада, насылает полчища демонов, чтобы завладеть миром смертных. Огненный демон Гиборем — правая рука Агареса, является одним из лидеров и героем демонической расы Адских отродий.
- Является одним из главных героев книг Г. Зотова «Апокалипсис Welcome», «Апокалипсис Welcome: Страшный Суд 3D» и «Армагеддон Лайт».
- Демон фигурирует в фильме ужасов «Заклятье. Наши дни» (2017), причём его образ выражен весьма условно: по сути,из всего фильма сказано только его имя, и его повадки